# Nobelprisen i litteratur
Nobelprisen i litteratur er en litteraturpris, der uddeles af Det svenske Akademi. Priskomiteen modtager årligt  omkring 200 forslag. I to omgange indskrænkes kandidatlisten – først til omkring 20 og derefter til cirka fem forfattere – inden prismodtageren udpeges. Tidspunktet for offentliggørelsen af prisen er normalt i begyndelsen af oktober måned.
Oprindeligt var prisen tiltænkt en forfatter, der i det forgangne år havde fået udgivet et markant værk. Men i mange år har der været tradition for at uddele prisen til forfatteren, så prisen er en belønning for et livsværk og ikke et enkelt værk.
Litteraturprisen er en af de fem oprindelige Nobelpriser.

## Prisen og modtagelsen
Vinderen af Nobelprisen får en medalje, et personligt diplom, tilbud om svensk statsborgerskab samt en pengesum, der for tiden er på 10 millioner svenske kroner.
Selve prisuddelingen finder sted ved Nobelfesten i begyndelsen af december. Ved Nobelfesten har modtageren af litteraturprisen pligt til at holde den store takketale på vegne af alle prismodtagerne. Talen holdes ved slutningen af festmiddagen.

## Prismodtagere
| År   | Navn                                         | Land                             |
| ---- | -------------------------------------------- | -------------------------------- |
| 1901 | Sully Prudhomme                              | Frankrig                         |
| 1902 | Theodor Mommsen                              | Tyskland                         |
| 1903 | Bjørnstjerne Bjørnson                        | Norge                            |
| 1904 | Frédéric Mistral                             | Frankrig                         |
| 1904 | José Echegaray y Eizaguirre                  | Spanien                          |
| 1905 | Henryk Sienkiewicz                           | Polen                            |
| 1906 | Giosuè Carducci                              | Italien                          |
| 1907 | Rudyard Kipling                              | Storbritannien                   |
| 1908 | Rudolf Christoph Eucken                      | Tyskland                         |
| 1909 | Selma Lagerlöf                               | Sverige                          |
| 1910 | Paul Johann Ludwig Heyse                     | Tyskland                         |
| 1911 | Maurice Maeterlinck                          | Belgien                          |
| 1912 | Gerhart Hauptmann                            | Tyskland                         |
| 1913 | Rabindranath Tagore                          | Indien                           |
| 1915 | Romain Rolland                               | Frankrig                         |
| 1916 | Carl Gustaf Verner von Heidenstam            | Sverige                          |
| 1917 | Karl Adolph Gjellerup                        | Danmark                          |
| 1917 | Henrik Pontoppidan                           | Danmark                          |
| 1919 | Carl Friedrich Georg Spitteler               | Schweiz                          |
| 1920 | Knut Hamsun                                  | Norge                            |
| 1921 | Anatole France                               | Frankrig                         |
| 1922 | Jacinto Benavente                            | Spanien                          |
| 1923 | William Butler Yeats                         | Irland                           |
| 1924 | Władysław Stanisław Reymont                  | Polen                            |
| 1925 | George Bernard Shaw                          | Irland                           |
| 1926 | Grazia Deledda                               | Italien                          |
| 1927 | Henri Bergson                                | Frankrig                         |
| 1928 | Sigrid Undset                                | Norge                            |
| 1929 | Thomas Mann                                  | Tyskland                         |
| 1930 | Sinclair Lewis                               | USA                              |
| 1931 | Erik Axel Karlfeldt                          | Sverige                          |
| 1932 | John Galsworthy                              | Storbritannien                   |
| 1933 | Ivan Aleksejevitj Bunin                      | Rusland                          |
| 1934 | Luigi Pirandello                             | Italien                          |
| 1936 | Eugene Gladstone O'Neill                     | USA                              |
| 1937 | Roger Martin du Gard                         | Frankrig                         |
| 1938 | Pearl S. Buck                                | USA                              |
| 1939 | Frans Eemil Sillanpää                        | Finland                          |
| 1944 | Johannes V. Jensen                           | Danmark                          |
| 1945 | Gabriela Mistral                             | Chile                            |
| 1946 | Hermann Hesse                                | Schweiz                          |
| 1947 | André Gide                                   | Frankrig                         |
| 1948 | Thomas Stearns Eliot                         | USA/Storbritannien               |
| 1949 | William Faulkner                             | USA                              |
| 1950 | Bertrand Russell                             | Storbritannien                   |
| 1951 | Pär Lagerkvist                               | Sverige                          |
| 1952 | François Mauriac                             | Frankrig                         |
| 1953 | Sir Winston Churchill                        | Storbritannien                   |
| 1954 | Ernest Hemingway                             | USA                              |
| 1955 | Halldór Laxness                              | Island                           |
| 1956 | Juan Ramón Jiménez                           | Spanien                          |
| 1957 | Albert Camus                                 | Frankrig                         |
| 1958 | Boris Pasternak                              | Rusland                          |
| 1959 | Salvatore Quasimodo                          | Italien                          |
| 1960 | Saint-John Perse                             | Frankrig                         |
| 1961 | Ivo Andric                                   | Jugoslavien                      |
| 1962 | John Steinbeck                               | USA                              |
| 1963 | Giorgos Seferis                              | Grækenland                       |
| 1964 | Jean-Paul Sartre (afviste at modtage prisen) | Frankrig                         |
| 1965 | Mikhail Aleksandrovitj Sjolokhov             | Rusland                          |
| 1966 | Samuel Josef Agnon                           | Israel                           |
| 1966 | Nelly Sachs                                  | Tyskland/Sverige                 |
| 1967 | Miguel Ángel Asturias                        | Guatemala                        |
| 1968 | Kawabata Yasunari                            | Japan                            |
| 1969 | Samuel Beckett                               | Irland                           |
| 1970 | Aleksandr Isajevitj Solsjenitsyn             | Rusland                          |
| 1971 | Pablo Neruda                                 | Chile                            |
| 1972 | Heinrich Böll                                | Vesttyskland                     |
| 1973 | Patrick White                                | Australien                       |
| 1974 | Eyvind Johnson                               | Sverige                          |
| 1974 | Harry Martinson                              | Sverige                          |
| 1975 | Eugenio Montale                              | Italien                          |
| 1976 | Saul Bellow                                  | Canada/USA                       |
| 1977 | Vicente Aleixandre                           | Spanien                          |
| 1978 | Isaac Bashevis Singer                        | USA                              |
| 1979 | Odysseas Elytis                              | Grækenland                       |
| 1980 | Czesław Miłosz                               | Polen/USA                        |
| 1981 | Elias Canetti                                | Storbritannien                   |
| 1982 | Gabriel García Márquez                       | Colombia                         |
| 1983 | William Golding                              | Storbritannien                   |
| 1984 | Jaroslav Seifert                             | Tjekkoslovakiet                  |
| 1985 | Claude Simon                                 | Frankrig                         |
| 1986 | Wole Soyinka                                 | Nigeria                          |
| 1987 | Joseph Brodsky                               | Rusland/USA                      |
| 1988 | Naguib Mahfouz                               | Egypten                          |
| 1989 | Camilo José Cela                             | Spanien                          |
| 1990 | Octavio Paz                                  | Mexico                           |
| 1991 | Nadine Gordimer                              | Sydafrika                        |
| 1992 | Derek Walcott                                | Saint Lucia                      |
| 1993 | Toni Morrison                                | USA                              |
| 1994 | Kenzaburo Oe                                 | Japan                            |
| 1995 | Seamus Heaney                                | Irland                           |
| 1996 | Wisława Szymborska                           | Polen                            |
| 1997 | Dario Fo                                     | Italien                          |
| 1998 | José Saramago                                | Portugal                         |
| 1999 | Günter Grass                                 | Tyskland                         |
| 2000 | Gao Xingjian                                 | Frankrig                         |
| 2001 | Vidiadhar Surajprasad Naipaul                | Trinidad & Tobago/Storbritannien |
| 2002 | Imre Kertész                                 | Ungarn                           |
| 2003 | John Maxwell Coetzee                         | Sydafrika                        |
| 2004 | Elfriede Jelinek                             | Østrig                           |
| 2005 | Harold Pinter                                | Storbritannien                   |
| 2006 | Orhan Pamuk                                  | Tyrkiet                          |
| 2007 | Doris Lessing                                | Storbritannien                   |
| 2008 | Jean-Marie Gustave Le Clézio                 | Frankrig                         |
| 2009 | Herta Müller                                 | Tyskland                         |
| 2010 | Mario Vargas Llosa                           | Peru / Spanien                   |
| 2011 | Tomas Tranströmer                            | Sverige                          |
| 2012 | Mo Yan                                       | Kina                             |
| 2013 | Alice Munro                                  | Canada                           |
| 2014 | Patrick Modiano                              | Frankrig                         |
| 2015 | Svetlana Aleksijevitj                        | Hviderusland                     |
| 2016 | Bob Dylan                                    | USA                              |
| 2017 | Kazuo Ishiguro                               | Storbritannien                   |
| 2018 | Olga Tokarczuk                               | Polen                            |
| 2019 | Peter Handke                                 | Østrig                           |
| 2020 | Louise Glück                                 | USA                              |
| 2021 | Abdulrazak Gurnah                            | Tanzania / Storbritannien        |
| 2022 | Annie Ernaux                                 | Frankrig                         |
| 2023 | Jon Fosse                                    | Norge                            |
| 2024 | Han Kang                                     | Sydkorea                         |